# Istmo

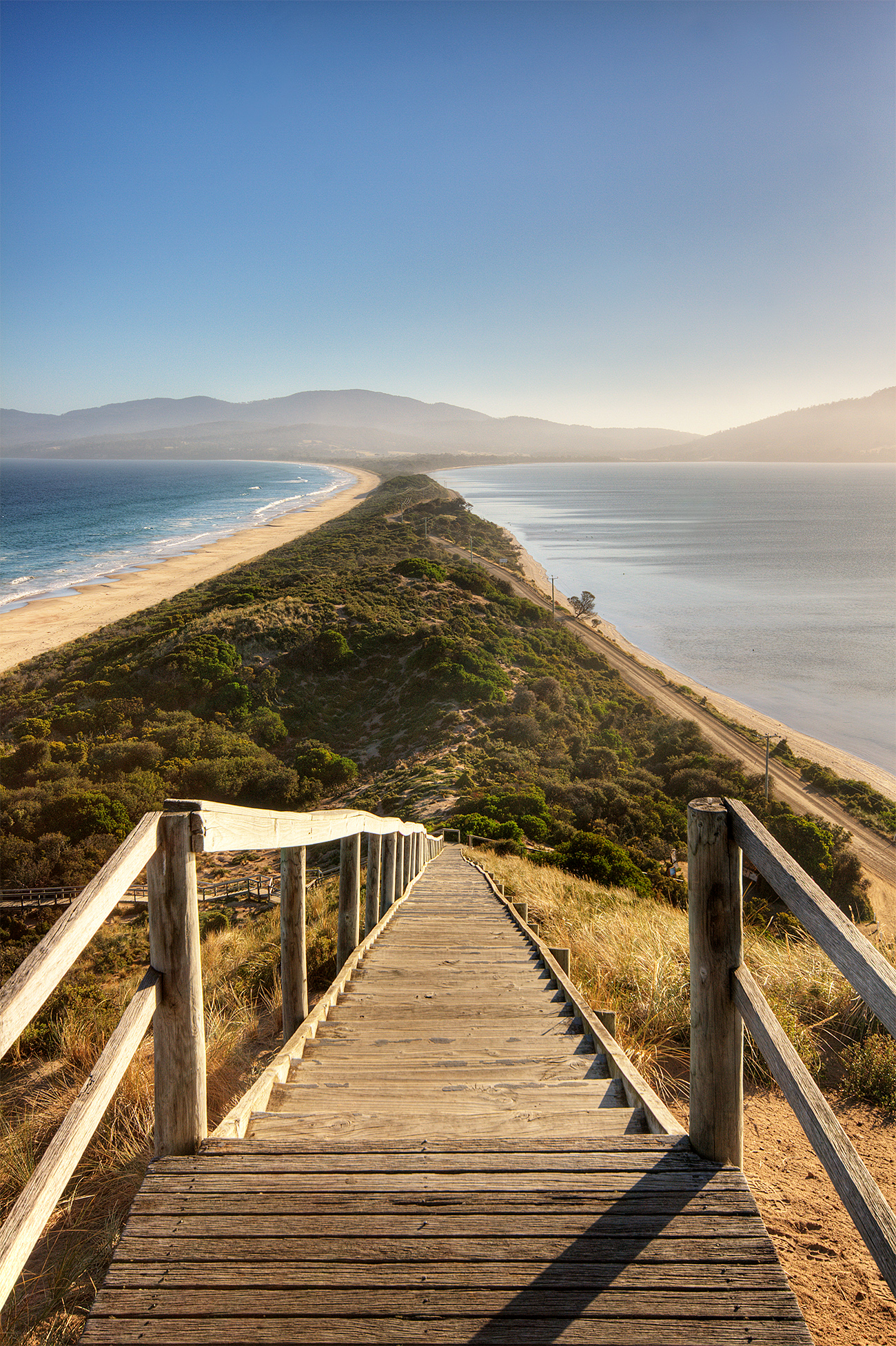
Un istmo de arena conecta las islas Norte y Sur de la isla Bruny en Tasmania, Australia.

Un istmo (en griego antiguo: ἰσθμός, romanizado: isthmós, lit. 'cuello') es una franja estrecha de tierra que divide dos cuerpos de agua distintos, y a través de estos, puede unir dos áreas mayores de tierra, en general con orillas a ambos lados.
Al ser la única ruta terrestre que los une, su control se considera de gran valor estratégico militar y comercial. Han sido célebres, sobre todo, los istmos de Suez y de Panamá, cruzados actualmente por canales de navegación: el primero une África con Asia; el segundo, el océano Atlántico con el océano Pacífico. Este último, nudo central en la geografía de los países americanos, ha tenido notable importancia en la historia del continente americano. En el caso de México, la porción geográfica más angosta del país, donde se anudan las grandes serranías (la Sierra Madre Oriental y la Occidental) y en donde fue planeado en alguna época un canal interoceánico, en lugar del panameño, es precisamente el istmo de Tehuantepec cuyos extremos son el puerto de Coatzacoalcos, en el golfo de México y el de Salina Cruz, en el océano Pacífico.
Igualmente la tuvo y decisiva, desde la época primitiva de la historia de Grecia, el istmo de Corinto, que conecta la parte norte de la península griega con la parte sur o península del Peloponeso, y tiene, por un lado, al golfo de Corinto, y por otro, a la parte meridional del mar Egeo llamada mar de Creta. Por su posición central entre las dos grandes regiones de Grecia, fue un centro de reunión comercial y política; más tarde fue también atravesado por un canal.
La mayoría de los istmos están surcados por canales, construidos con la finalidad de acortar grandes recorridos en las rutas marítimas, abriendo paso directo entre los mares que el istmo separa: el canal de Panamá divide el istmo de Panamá, conectando los océanos Atlántico Norte y Pacífico; el canal de Suez une el mar Mediterráneo y el océano Índico (golfo de Suez/mar Rojo).
Hay lugares donde, debido a las mareas, el istmo es temporal y la península se convierte por unos instantes o unos días en una isla completamente rodeada de agua. Quizás el ejemplo más famoso es el Monte Saint Michel en Normandía, Francia, que en determinados momentos, dependiendo de las fases de la luna, se transforma de península a isla (isla mareal).
Por similitud, el término también es utilizado para referirse a la unión o estrechamiento que separa dos elementos de cualquier tipo. Por ejemplo: en anatomía, el istmo de las fauces.

## Impacto de los istmos en la distribución de especies

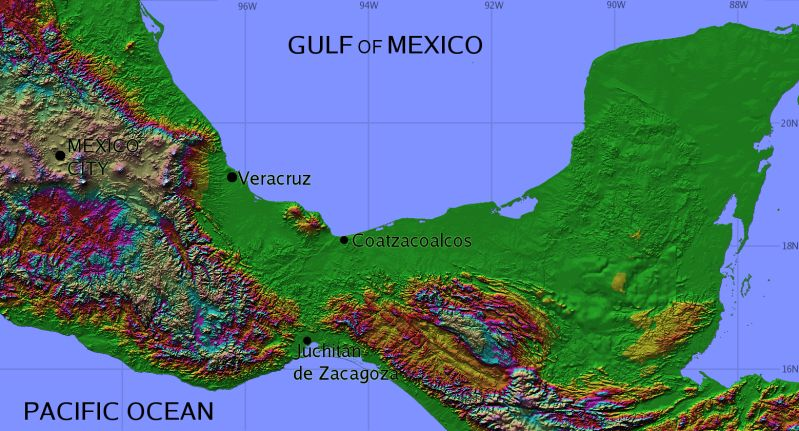
Istmo de Tehuantepec

De particular interés para los biogeógrafos es examinar el impacto que una barrera geográfica tuvo en la generación de diversidad genética temporal de especies.
Al respecto el Istmo de Tehuantepec en el sur de México, tuvo un importante efecto sobre elementos de la avifauna regional.

## Istmos destacados

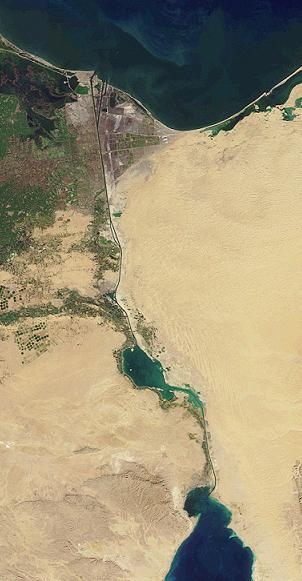
El istmo de Suez, y el canal de Suez.

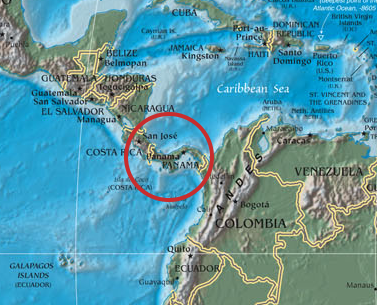
El Istmo de Panamá.

### En África
- Canarias (España): istmo de Guanarteme, que comunica la península de La Isleta con el resto de la isla de Gran Canaria; e istmo de La Pared, que une la península de Jandía con la zona más vasta de Fuerteventura.
- Ceuta (España): istmo de Ceuta, que conecta la península de La Almina y la parte continental de la ciudad autónoma española.
- Egipto: istmo de Suez, entre el norte de África y la península del Sinaí.
- Senegal: istmo de Dakar, que une la península de Cabo Verde con la parte continental del país.
- Somalia: istmo de Hafun, que conecta la península de Hafun con el Cuerno de África.

### En Asia

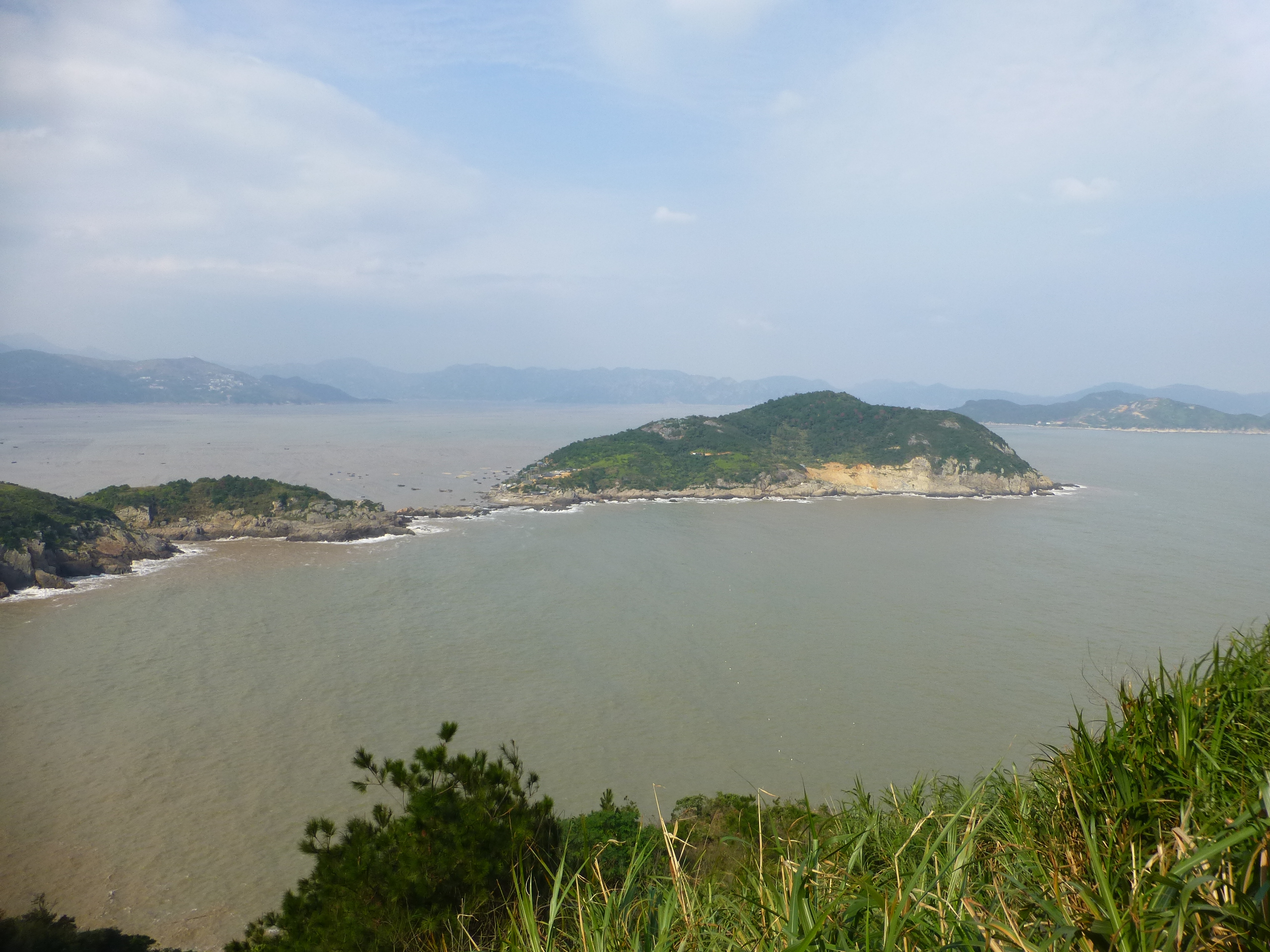
La península de Damenshan está unida al continente por un estrecho istmo rocoso (condado de Cangnan, Zhejiang, China).

La ciudad de Manila y sus alrededores está asentada sobre un istmo.

- Sudeste asiático: istmo de Kra, que conecta la península malaya con el continente de Asia.
- Istmo de Manila, Filipinas

### En Oceanía

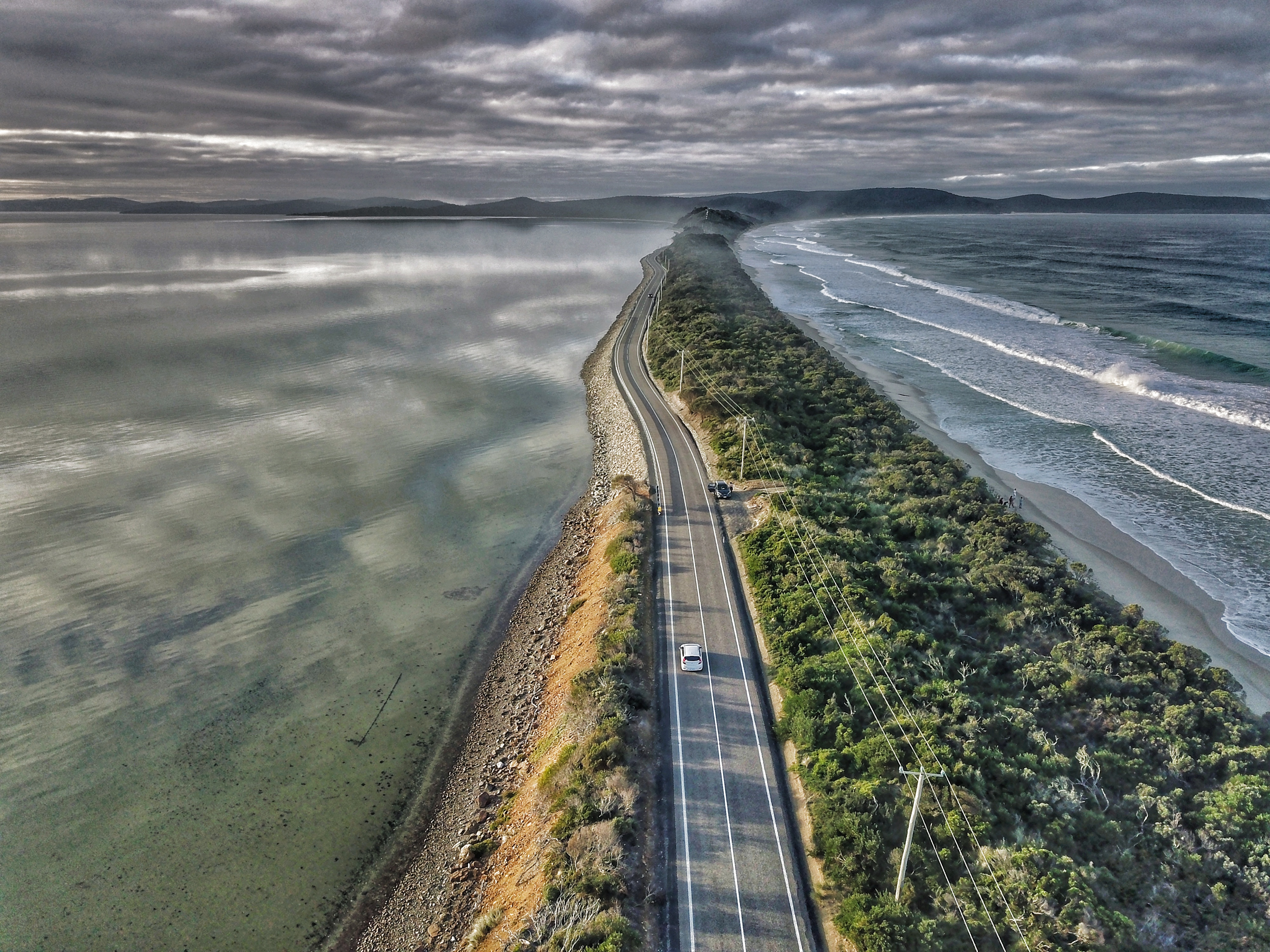
Vista aérea del istmo The neck de la isla Bruny, al sur de Tasmania.

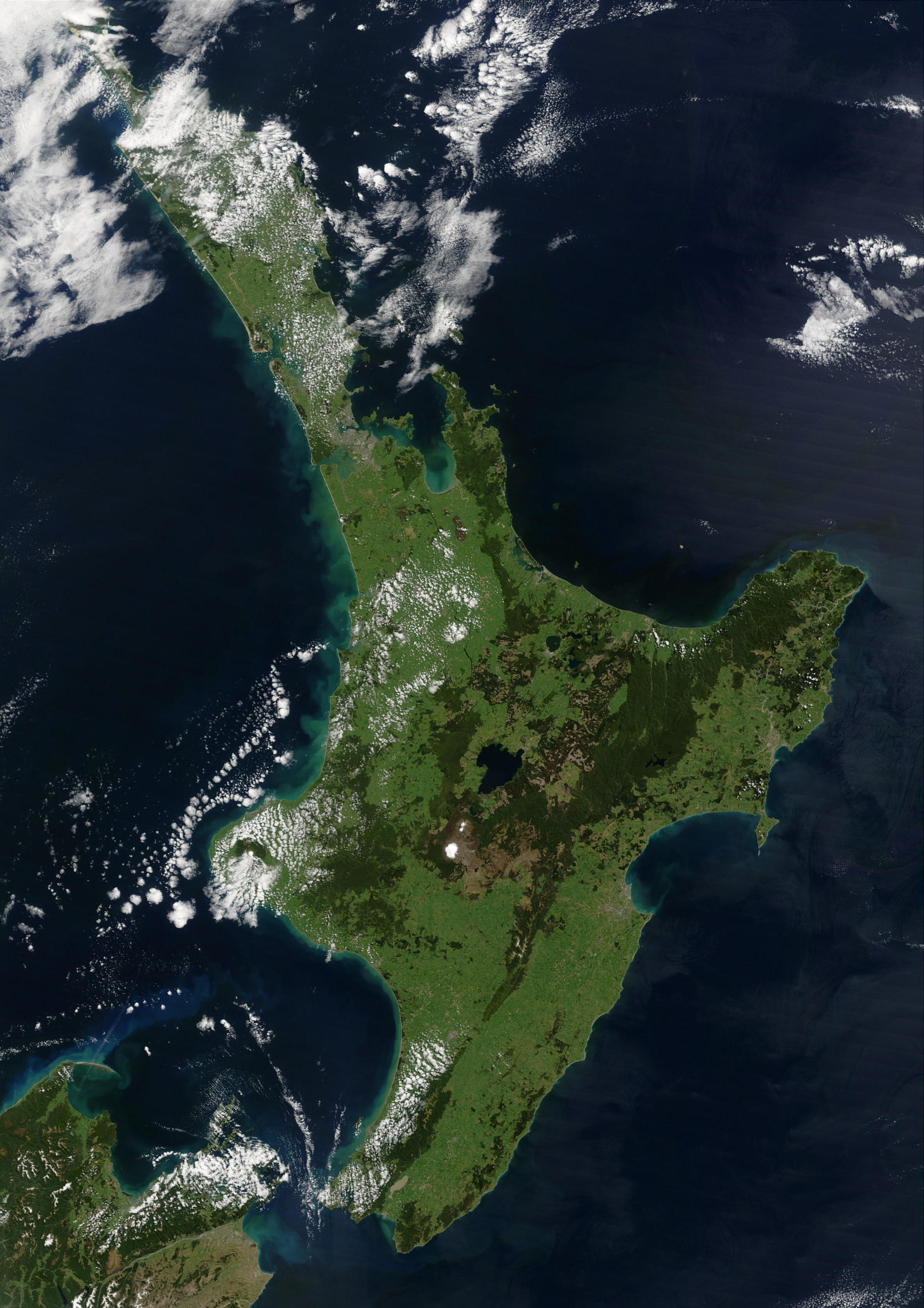
Al sur de la Isla Norte de Nueva Zelanda se encuentra el istmo Rongotai, cerca del estrecho de Cook y de Wellington.

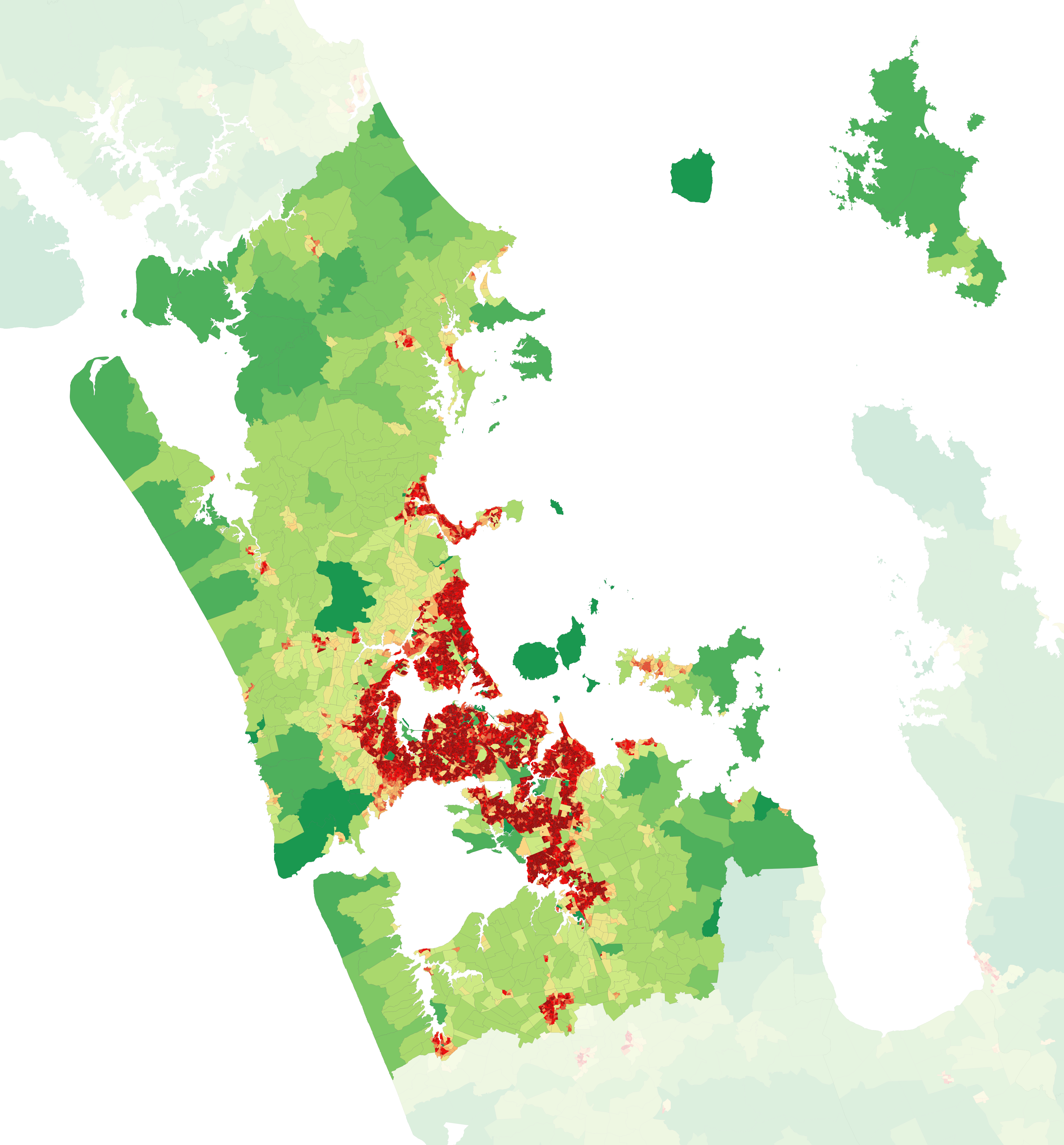
La ciudad de Auckland está situada sobre el istmo del mismo nombre.

- Australia: Eaglehawk Neck, cerca de Port Arthur, Tasmania, y The Neck en la isla Bruny, Tasmania que conecta las islas Norte y Sur;

- Nueva Zelanda: istmo de Auckland, entre la península de Northland y el resto de la isla Norte de Nueva Zelanda[7] y el istmo Rongotai, donde está localizado el Aeropuerto Internacional de Wellington.

### En Europa

El istmo de Perekop está entre el Bahía de Karkinit y el mar de Azov.

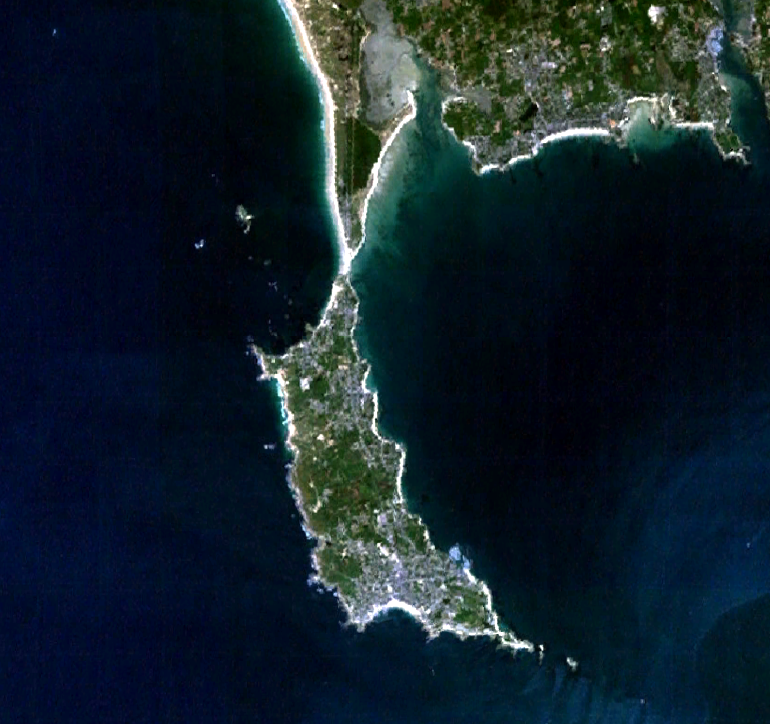
Fotografía satelital de la península de Quiberon, Bretaña, Francia.

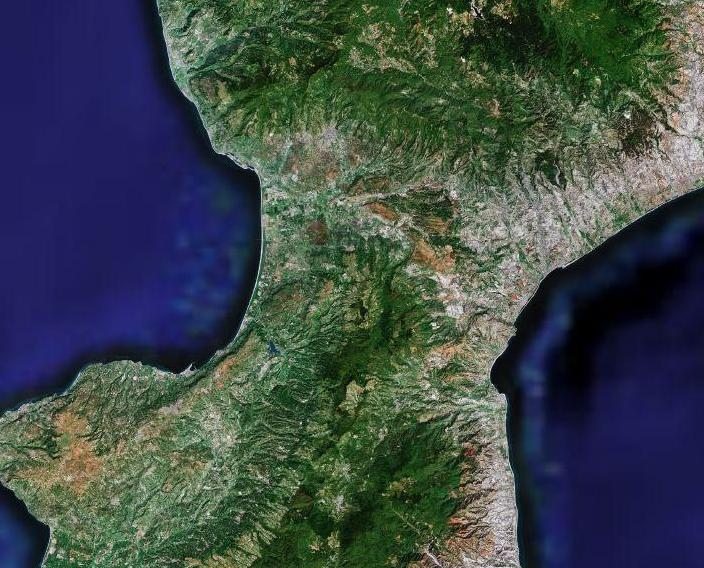
Fotografía de satélite del istmo de Catanzaro.

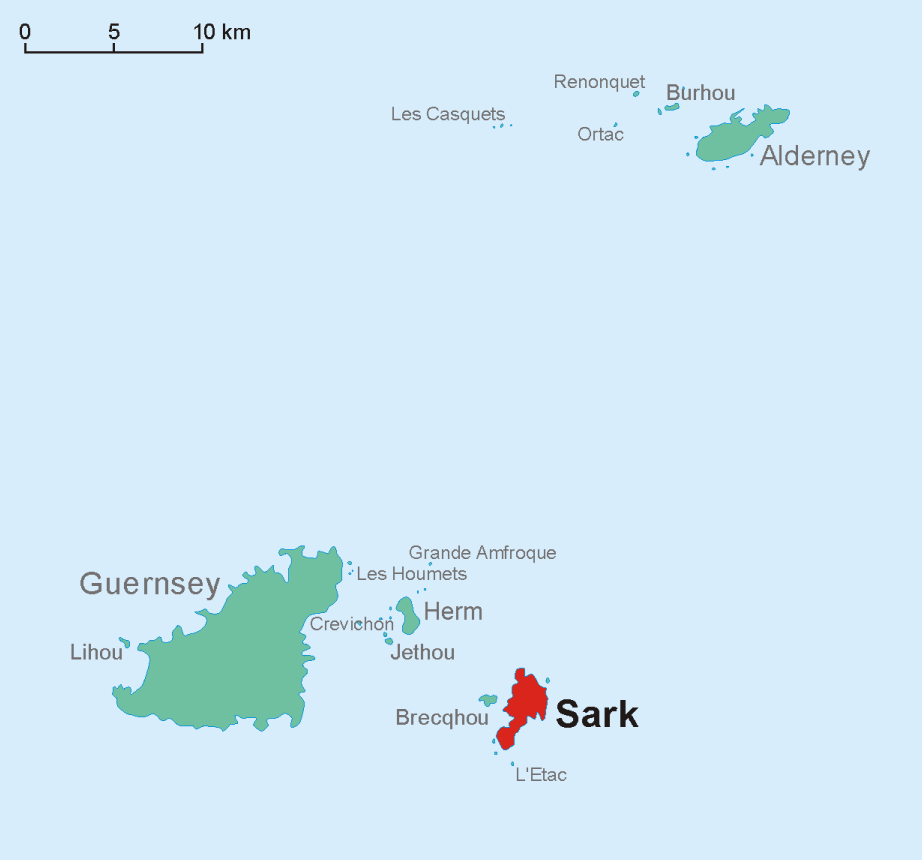
El istmo de la isla de Sark.

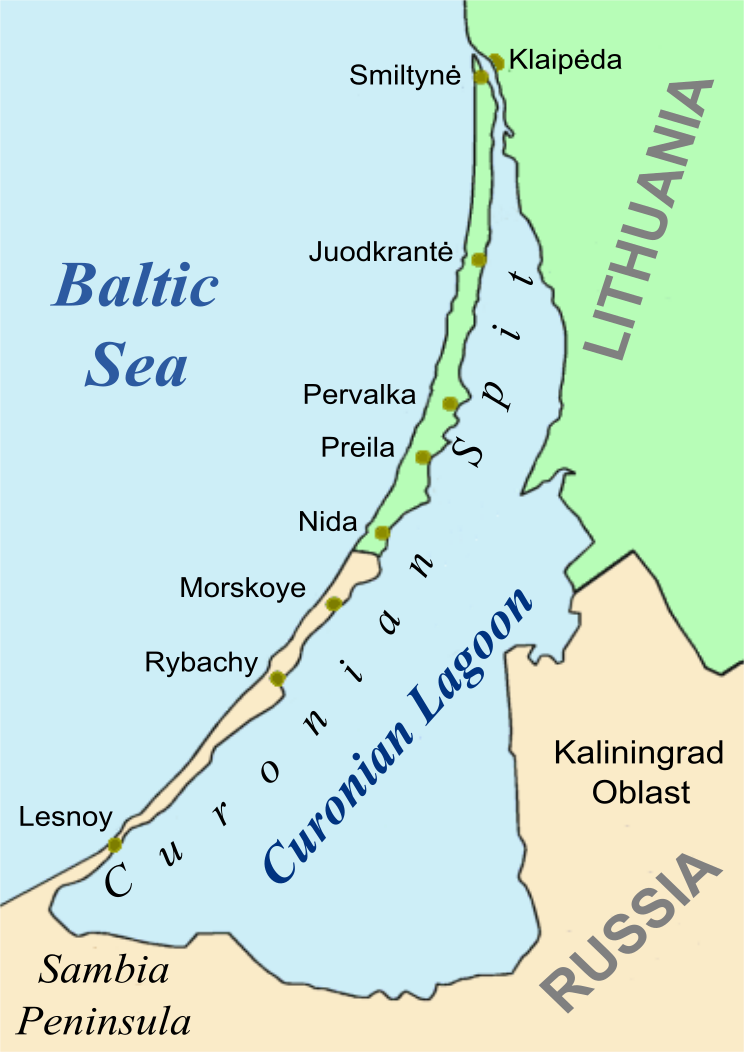
El istmo de Curlandia.

- Mar Mediterráneo: istmo de Corinto, que conecta la península del Peloponeso con el resto de Grecia; e istmo de Potidea, que une la península de Kassandra con la parte continental de Grecia; istmo de Bolbs, que une Gibraltar con la parte continental de España;

- Mar Mediterráneo: istmo de La Línea de la Concepción, que une Gibraltar con el resto de la península ibérica y se encuentra entre el mar Mediterráneo y la bahía de Algeciras.

- Mar Mediterráneo: el istmo de Catanzaro en Italia el punto más estrecho de la península itálica, que separa el mar Jónico y el mar Tirreno.

- Océano Atlántico: istmo de Cádiz, que une la ciudad de Cádiz con la parte continental de España;

- Mar Negro: istmo de Perekop, entre Crimea y Ucrania;

- Rusia: istmo de Carelia, que conecta Finlandia y Rusia;

- Islas británicas: istmo de La Coupée, en Sark; istmo de Forth-Clyde, en Escocia; istmo de Mavis Grind en las islas Shetland, que une la península de Northmavine con el resto de la isla de Mainland; e istmo de Rhins of Galloway en Wigtownshire (donde está situado Stranraer), Escocia;

- Islandia: istmo de la península de Vestfirðir, que conecta la isla principal de Islandia.

- Lituania: istmo de Curlandia (en lituano Kuršių nerija) es un delgado istmo de arena de forma curva que separa el lago de Curlandia del mar Báltico.

- Suiza: el istmo de Melide

### En América

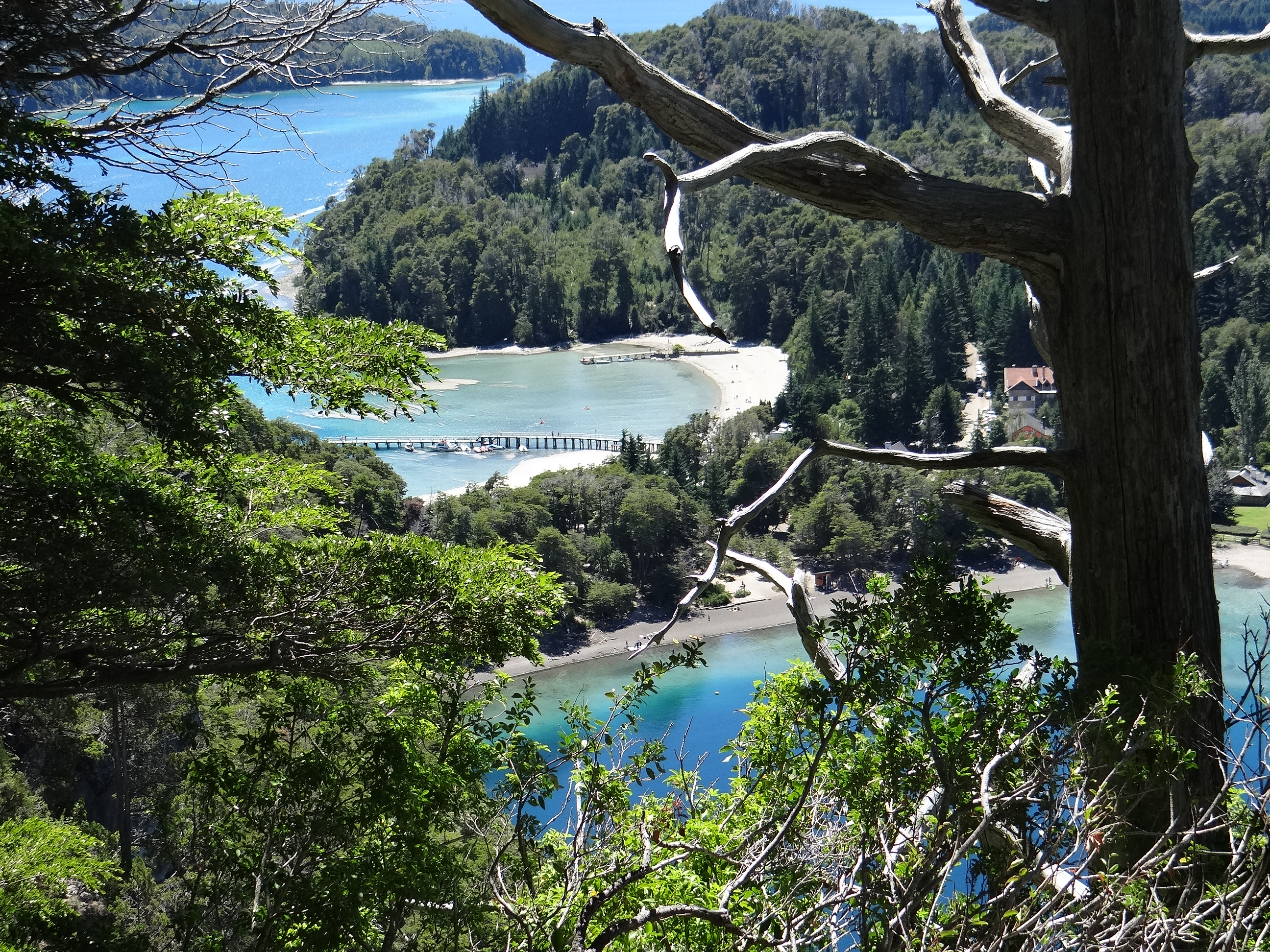
El istmo de Quetrihué visto desde el mirador de bahía Mansa en el bosque del parque nacional Los Arrayanes, Neuquén, Argentina.

- Estados Unidos: istmo de la ciudad de Madison y de Seattle, Washington, Seattle está situada en un istmo entre el Estrecho de Puget, una entrada del Océano Pacífico, y el Lago Washington.

- Canadá: istmo de la Península de Avalon, en la isla de Terranova, e istmo de Chignecto;

- México: istmo de Tehuantepec;

- Panamá: istmo de Panamá;[8]

- Venezuela: istmo de Los Médanos, que une Venezuela y Paraguaná (Falcón), Istmo Caribe, (Estado Anzoátegui), separa la Laguna de Unare del Mar Caribe;

- Chile: Istmo de Ofqui, Región de Aisén;

- Argentina: Istmo Carlos Ameghino, Provincia del Chubut; Istmo de Quetrihué en el parque nacional Los Arrayanes (Provincia del Neuquén);

- Islas Malvinas (reclamadas por Argentina, administradas por el Reino Unido): Istmo de Darwin;

- Nicaragua: Istmo de Rivas, Departamento de Rivas. El istmo de Rivas no solo es el más angosto del continente americano sino el territorio más bajo, (40 metros sobre el nivel del mar), que se pueda encontrar a lo largo de la línea divisoria de las aguas, desde Alaska hasta Patagonia.

## Istmos antiguos
Utilizando evidencias geológicas o archivos históricos, es posible identificar istmos actualmente desaparecidos a raíz de fenómenos meteorológicos (ciclones, tempestades) o climáticos (subida de aguas), en particular, el istmo del archipiélago del Puente de Adán que une la India con la isla de Ceilán, la actual Sri Lanka: una violenta tormenta en 1480 lo destruyó parcialmente, creando los bancos de arena que forman las islas del archipiélago y que separan el golfo de Mannar del estrecho de Palk.

## Uso de los istmos

Istmo de Corinto.

Los istmos son lugares estratégicos para la construcción de canales. El Canal de Panamá, que conecta los océanos Atlántico y Pacífico, reduce significativamente el tiempo de viaje por mar entre las costas este y oeste de América. El Canal de Suez mencionado anteriormente es otro ejemplo de ello, ya que conecta Europa y Asia sin tener que rodear África. El istmo Ponto-Báltico, situado entre el mar Báltico y el mar Negro, ha sido durante mucho tiempo una importante ruta comercial entre la cuenca mediterránea y el norte de Europa (ruta comercial de los varegos a los griegos), así como una importante ruta migratoria entre Eurasia continental y la península europea (migración de los hunos, migración de los magiares). El istmo de Corinto está atravesado por el Canal de Corinto, que conecta el Golfo de Corinto en el Mar Jónico al oeste con el Golfo Sarónico en el Mar Egeo al este.